# Фатална жена (филм из 2002)
Фатална жена (енгл. Femme Fatale) је филм из 2002. 

## Радња
Главна јунакиња, Лора Еш, учествује у крађи драгуља, превари своје саучеснике и бежи у Париз. Тамо наилази на девојку која личи на њу, која врши самоубиство. Лаура одлучује да то искористи и покојника издаје као себе, а себе као њу. Успева, а седам година касније враћа се у Париз под именом Лили Вотс, већ као супруга новог америчког амбасадора у Француској. Међутим, њени бивши саучесници настављају да трагају за украденим драгуљима...

## Улоге
| Глумац           | Улога             |
| ---------------- | ----------------- |
| Ребека Ромејн    | Лори Еш / Лили    |
| Антонио Бандерас | Николас Бардо     |
| Питер Којоти     | Брус Вотс         |
| Ерик Ебуане      |                   |
| Едуар Монтут     | Расин             |
| Ри Расмусен      | Вероника          |
| Тијери Фремон    | Сера              |
| Грег Хенри       | Леонард Шиф       |
| Фиона Керзон     | Стенфилд Филипс   |
| Данијел Милграм  | Пјер / бармен     |
| Жан-Марк Минео   |                   |
| Жан Шател        | коментатор у Кану |
| Стефан Пти       | бодигард 1#       |
| Оливје Фоле      | бодигард 2#       |
| Ева Дарлан       | Ирма              |
| Жан-Мари Фрин    | Луј               |

## Зарада
- Зарада у САД - 6.630.252 $
- Зарада у иностранству - 10.208.658 $
- Зарада у свету - 16.838.910 $